# Emiko Kubo
Emiko Kubo (japanisch 久保 恵美子, Kubo Emiko) ist eine ehemalige japanische Fußballspielerin.

## Karriere
Kubo absolvierte ihr erstes Länderspiel für die japanischen Nationalmannschaft am 6. September 1981 gegen England. Insgesamt bestritt sie vier Länderspiele für Japan.